# Holzstrahl

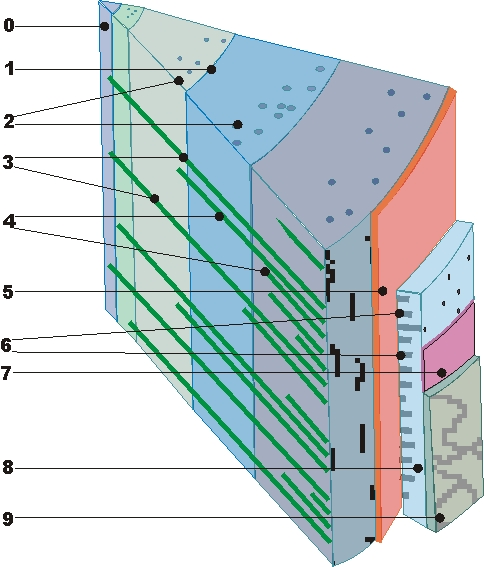
Ausschnitt aus einem Baumstamm.
Holzstrahlen sind als grüne Streifen dargestellt.
0 Mark, 1 Jahresringgrenze, 2 Harzkanäle, 3 primäre Holzstrahlen, 4 sekundäre Holzstrahlen, 5 Kambium, 6 Baststrahlen, 7 Korkkambium, 8 Bast, 9 Borke

Holzstrahlen sind Bestandteil des Holzes und durchziehen das Xylem vom Inneren des Holzkörpers zum Kambium. Sie dienen der radialen Versorgung des Holzkörpers mit Wasser und Nährstoffen. Die Holzstrahlen ziehen sich über das Kambium hinaus bis ins Phloem und werden dort Baststrahlen genannt.

## Arten von Holzstrahlen
Beginnt ein Holzstrahl direkt im Mark des Holzes, so heißt er primärer Holzstrahl oder auch Markstrahl. Bedingt durch das sekundäre Dickenwachstum werden später sekundäre Holzstrahlen gebildet, die blind im Holz beziehungsweise im Phloem beginnen.
Der einreihige Holzstrahl in sekundären Leitgeweben ist genau eine Zelle breit. Der aggregierte Holzstrahl (zusammengesetzter Holzstrahl) besteht aus mehreren Zellen.

## Holzstrahlen bei Laubhölzern

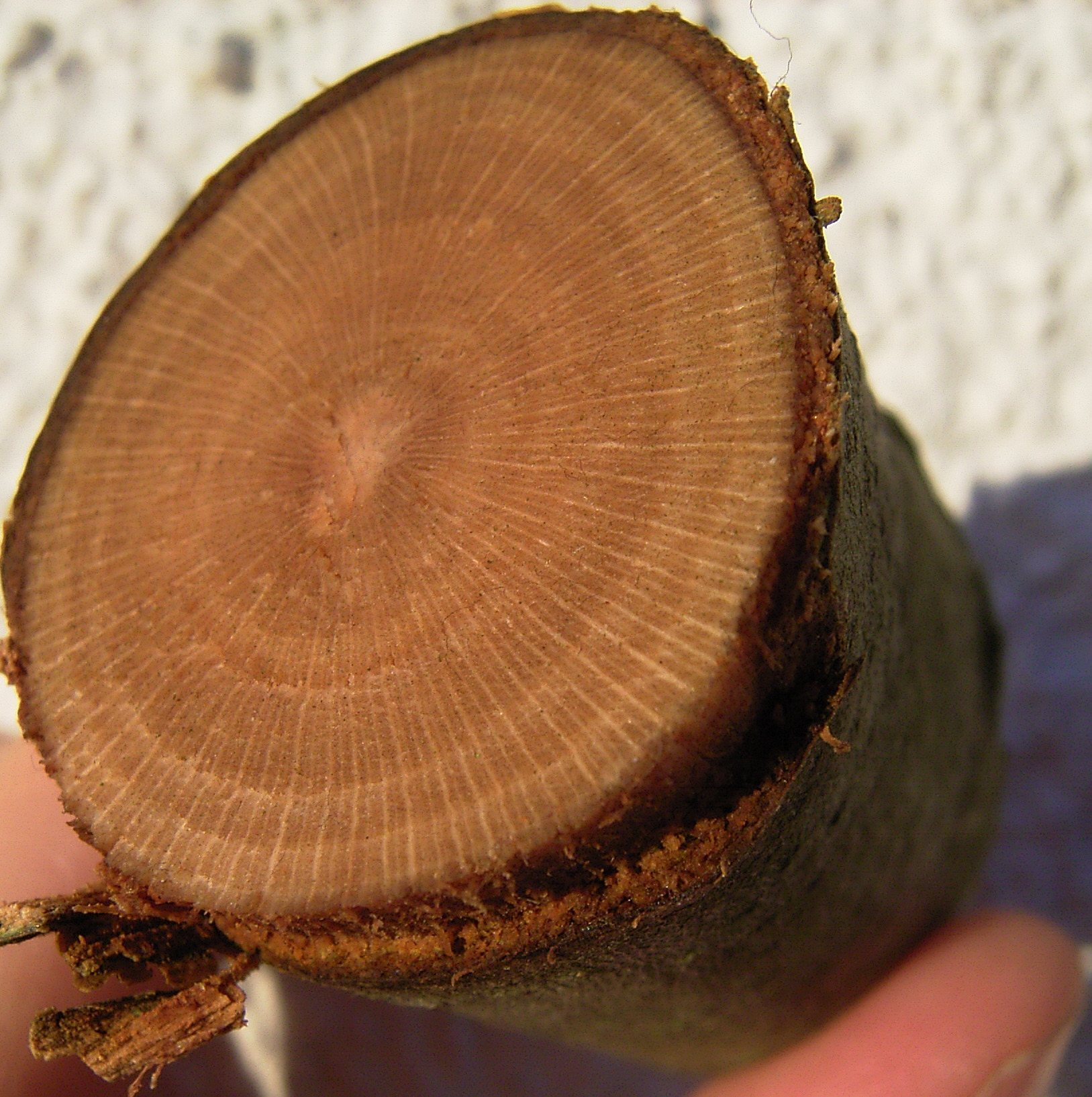
Holzstrahlen einer Platane (helle radiale Streifen)

Bei Laubhölzern sind Holzstrahlen nur aus Speicherzellen aufgebaut. Je nach Holzart sind sie ein- oder mehrreihig.
Nur bei einigen tropischen Holzarten folgt die Anordnung der Holzstrahlen einem regelmäßigen Muster. Auch Harzkanäle, die von Epithelzellen umgeben sind, kommen nur bei einigen Tropenhölzern in den Holzstrahlen vor und sind dann häufig mit weißen oder dunklen Inhaltsstoffen gefüllt.
Holzstrahlen haben am Laubholzkörper einen Volumenanteil von ca. 8 bis 33 Prozent. Es gibt auch noch Büsche mit kleineren Strahlen.

## Holzstrahlen bei Nadelhölzern
Der Aufbau von Holzstrahlen im Nadelholz ist wesentlich differenzierter als bei Laubhölzern. Bei Holzarten wie der Kiefer, Fichte oder Lärche können, immer umringt von Epithelzellen, Harzkanäle vorkommen. Der Aufbau ist entweder homozellular aus Parenchymzellen oder heterozellular aus Strahlenparenchymzellen und Quertracheiden.
An den Kontaktflächen der radial laufenden Holzstrahlenzellen und der axial laufenden Längstracheiden befinden sich Tüpfel, die einen Wasser- und Nährstofftransport zulassen. Diese Kreuzungsfeldtüpfel geben (im Gegensatz zu den Tüpfeln in Laubhölzern) Hinweise auf die Holzart.
Der Volumenanteil der Holzstrahlen an der Nadelholzsubstanz beträgt bis ein Prozent.

## Funktionen
Enthält der Holzstrahl keinen Harzkanal, dient er dem Transport von Wasser und Nährstoffen sowie der Speicherung von Reservestoffen.
Gleichzeitig erhöhen die Holzstrahlen sowohl die Festigkeit als auch die Steifigkeit des Holzes. Bäume mit vielen und dicken Holzstrahlen bekommen weniger oft Längsrisse.
Nadelhölzer wie z. B. Tannen oder Eiben, die keine Harzkanäle besitzen, können im Falle einer Verwundung traumatische Harzkanäle bilden, indem die Parenchymzellen, die in ihrer Sonderfunktion auch Epithelzellen oder Exkretzellen genannt werden, unter hohem Druck Harz in den Holzstrahl ausscheiden.

## Optische Wirkung
Holzstrahlen bilden sich bei unterschiedlichen Schnitten (radial / tangential / axial) verschieden auf der Holzoberfläche ab. Sie werden dann als „Spiegel“ bezeichnet und sind häufig typische Merkmale der jeweiligen Holzart. Insbesondere bei Holzarten mit deutlichen Holzstrahlen werden sie auch als gestalterische Elemente genutzt.